# 马格拉夫
马格拉夫（Andreas Sigismund Marggraf，1709年3月3日—1782年8月7日），德国化学家，分析化学的创始人。他在1746年通过加热炉甘石和碳成功地分离了锌。虽然他不算是历史上第一个做到这个的（如印度人于13世纪便可以分离锌。），但他确是第一个仔细记录并建立了其基本理论的人。1747年，他还从甜菜中发现了糖，并设计了一个用酒精提取糖的方法，扩大了人类制糖原料的来源。他的学生佛朗茨·阿查德后来发明了一种更加经济、工业的方法来从甜菜中提取糖。

## 生平
1709年3月3日，马格拉夫生于勃兰登堡选侯国的首都柏林，父亲是宫廷药师亨宁·克里斯蒂安·马格拉夫（Henning Christian Marggraf，1680–1754），他自小就从事药剂及医疗有关工作，1725年开始在医学学校上学。他在柏林跟随化学家及药剂师卡斯帕·诺依曼学习，但亦曾前往包括法兰克福及斯特拉斯堡的德意志城市的药房学习。他亦在哈雷-维滕贝格大学听过讲。他在其父的药房工作，在此进行化学研究。后来，他帮助将普鲁士科学协会（Societät der Wissenschaften）改组为普鲁士科学院（Akademie der Wissenschaften），并当了其中医药分部的主任。1774年，他患上中风，但依然坚持在科学院的实验室工作，直至1781年退休。1782年8月7日逝于柏林。